# Лома (народ)
Лома (або Логома, Лоома, Лорма) є етнічною групою Манді, вони живуть в основному в гірському, малонаселеному прикордонному районі між Гвінеєю і Ліберією. Їх чисельність була оцінена в 309 тис осіб в обох країнах в 2015 році.
Лома розмовляють мовою лома південно-західним діалектом мовної сім'ї манді. Мова схожа на кпелле, менде і мови народів гола, вай, ґбанді.
Народи Мандінка, коняка і Кіссі називають народ лома Тома. Лома сьогодні називають себе Löömàgìtì, або Löghömagiti (в Гвінеї), що в перекладі з їх мови означає Löömàgòòi, (чи Löghömàgòòi) означає «люди Лома».